# 卡拉什尼基 (波爾塔瓦區)
49°30′42″N 34°19′29″E / 49.51167°N 34.32472°E
卡拉什尼基（烏克蘭語：Калашники），是烏克蘭的村落，位於該國中部波爾塔瓦州，由波爾塔瓦區負責管轄，距離皮薩倫基和克利緬基0.5公里，海拔高度137米，2001年人口468。